# Стаи на Рафаело
Стаите на Рафаело (на италиански: Stanze di Raffaello) са 4 стаи (зали), намиращи се във Ватиканските музеи, част от апартамента на папа Юлий II.
По съвет на Браманте той наема Рафаело, който по онова време е на 25 г., за да предекорира съществуващия интериор на стаите. Предполага се, че е искал да засенчи апартамента на своя предшественик и съперник, представител на династията на Борджиите, папа Александър VI, чийто апартамент е точно под този на папа Юлий. Самите зали са малки, приблизително 6 на 9 m. Изрисувани са в периода 1508 – 1517 г. И 4-те стени на всяка от залите са изрисувани с огромни стенописи, покриващи цялата им повърхност. До смъртта на Юлий II през 1513 г. са изрисувани само 2 от стаите, но неговия наследник папа Лъв X продължава делото му. След смъртта на самия Рафаело през 1520 г., трима от неговите помощници довършват проекта, като правят фреските в Залата на Константин.

## Залата на Константин
Това е най-голямата зала и фреските там са направени след смъртта на Рафаело. Общата тема е победата на християнството над езичеството. Стенописите са дело на Джулио Романо, Джанфранческо Пени и Рафаелино дел Коле. Тъй като не са дело на самия маестро, тези творби са по-малко известни.

### Видението на Кръста
Фреската с „Видението на Кръста“ представя легендарна история за явяването на голям кръст в небето през Константин, докато той отива да се срещне със своя съперник Максенций в т.нар. Битка при Милвийския мост. В небето е изписано с гръцки букви „Εν τούτω νίκα“ („С това, победи“), по-известно в латинския си вариант In hoc signo vinces), написано точно до него. Представени са много хора, сред които двама папи. Освен тях се вижда и дракон и джудже.

### Битка при Милвийския мост
Представя битката, станала на 28 октомври 312 г., веднага след видението.

### Константиновият дар
Вдъхновена е от документ, оказал се по-късно фалшив, който давал на папите суверенитет.

### Кръщението на Константин
Последният стенопис, вероятно рисуван от Джанфранческо Пени, показва императора малко преди смъртта му, коленичил за да получи причастие от папа Силвестър I, който обаче в духа на тогавашните традиции е представен с чертите на папата, поръчал довършването на фреските, Климент VII.

## Залата на Хелиодор
Следващата зала е т.нар. (на италиански: Stanza d’Eliodoro). Изрисувана е в периода 1511 – 1514 г. Общата тема е покровителството, оказвано от Христос на църквата. Залата е наречена така по името на единия стенопис „Изгонването на Хелиодор“, представящ как небесен конник изгонва сирийския военачалник Хелиодор от Йерусалимския храм. Другите 3 стенописа са „Месата в Болцена“, „Срещата на папа Лъв I и Атила“ и „Бягството на св. Петър от затвора“. В първите 2 стенописа, Рафаело представя своя патрон като участник или зрител, докато в третия, правен след смъртта на Юлий, е изобразен неговия наследник Лъв X. Залата вероятно е използвана за аудиенции.

### Изгонването на Хелиодор от храма
Представен е библейски епизод, описан в Втора книга на Макабеите (3:21 – 28). Там Хелиодор, който е изпратен да вземе съкровището, съхранявано в Храмът в Йерусалим, спира, когато на молитва на свещеника, откликват ангели, които с камшици го изгонват от храма. Композицията се счита за по-драматична от по-ранните фрески на Рафаело в Stanza della Segnatura. В левия край е показан папа Юлий II, носен на стол от Швейцарската гвардия, свидетел на случката.

## Залата на подписването
(на италиански: Stanza della Segnatura). Тази зала е била работен кабинет на папата. В нея е подписвал укази. Изрисувана е в периода 1508 – 1511 г. Четирите стенописа представят различни сфери от дейността на човека. Единият стенопис в нея е прочутата „Атинската школа“, която изобразява философията. От двете централни фигури тази вляво е на Платон, а вдясно на Аристотел. Стенописът „Диспута“ – представя богословието, „Парнас“ – поезията, а „Мъдрост, умереност и сила“ – правосъдието.

## Залата на Пожара в Борго
(на италиански: Stanza dell’Incendio di Borgo). Изрисувана е в периода 1514 – 1517 г. Темата за един от стенописите е взета от историята на папството от времето на Лъв III и Лъв IV. Борго е селище до Рим.